# Șpaniv
Șpaniv (în ucraineană Шпанів) este localitatea de reședință a comunei Șpaniv din raionul Rivne, regiunea Rivne, Ucraina.

## Demografie
Componența lingvistică a localității Șpaniv
     Ucraineană (98,31%)
     Rusă (1,45%)
     Alte limbi (0,12%)
Conform recensământului din 2001, majoritatea populației localității Șpaniv era vorbitoare de ucraineană (98,31%), existând în minoritate și vorbitori de rusă (1,45%).